# Chatroulette
Chatroulette és un lloc web basat en la videoconferència; la seva originalitat rau en l'aleatorietat dels participants. Els visitants comencen aleatòriament a conversar amb qualsevol altre usuari, i poden en qualsevol moment abandonar la conversa per començar-ne una altra.

## Descripció
Chatroulette va ser creat per Andrey Ternovskiy, un estudiant de 17 anys de Moscou, i va començar a funcionar el novembre de 2009. Va passar de tenir 500 visitants mensuals a 50.000 en un mes. Per març, Ternovskiy va estimar 1,5 milions de visitants, un terç dels quals provenien dels Estats Units.
El lloc web utilitza Adobe Flash per mostrar la càmera web. La xarxa flash P2P, permet a gairebé totes les seqüències de vídeo i d'àudio viatjar directament entre els ordinadors dels usuaris, sense necessitat d'utilitzar l'amplada de banda del servidor. El març de 2010, Ternovskiy dirigia el lloc des del seu dormitori, amb l'ajuda de quatre programadors que treballaven de forma remota. Després d'una fase de creixement inicial finançada per una inversió de 10.000 dòlars dels seus pares, el lloc se sustenta amb enllaços de publicitat d'un servei de cites en línia.